# Arquidiócesis de Kuala Lumpur
La arquidiócesis de Kuala Lumpur (en latín: Archidioecesis Kuala Lumpuren(sis), en malayo: Keuskupan Agung Kuala Lumpur y en inglés: Roman Catholic Archdiocese of Kuala Lumpur) es una circunscripción eclesiástica latina de la Iglesia católica en Malasia, sede metropolitana de la provincia eclesiástica de Kuala Lumpur. La arquidiócesis tiene al arzobispo Julian Leow Beng Kim como su ordinario desde el 3 de julio de 2014.

## Territorio y organización
La arquidiócesis tiene 63 763 km² y extiende su jurisdicción sobre los fieles católicos de rito latino residentes en el territorio federal de Kuala Lumpur y en los estados de: Negeri Sembilan, Pahang y Terengganu.
La sede de la arquidiócesis se encuentra en la ciudad de Kuala Lumpur, en donde se halla la Catedral de San Juan.
En 2019 en la arquidiócesis existían 35 parroquias, que están agrupadas los siguientes distritos:
- Distrito central de Kuala Lumpur
- Distrito norte de Kuala Lumpur
- Distrito sur de Kuala Lumpur
- Distrito de Petaling
- Distrito de Kiang
- Distrito noroeste
- Distrito de Negeri
- Distrito de Pahang/Terengganu
- Comunidades católicas foráneas (coreanos, alemanes y franceses)[3]

La arquidiócesis tiene como sufragáneas a las diócesis de: Malaca-Johor y Penang.

## Historia
En 1786 fue establecida la primera iglesia católica en Penang. Esta iglesia dio paso a la formación del vicariato apostólico de Siam y Kedah, que se expandió por toda la península de Malaca y Singapur. El vicariato apostólico de Malaca fue establecido en 1841. La iglesia de la visitación fue fundada en 1848 en Seremban, Negeri Sembilan, esta fue la primera iglesia creada en el centro de Malasia. Un momento histórico ocurrió en 1888, cuando se fundó la diócesis de Malaca. La primera iglesia en Kuala Lumpur fue dedicada a san Juan Evangelista en 1883, y posteriormente fue elevada como la Catedral de San Juan.
La diócesis de Kuala Lumpur fue erigida el 25 de febrero de 1955 con la bula Malacensis archidioecesis del papa Pío XII, obteniendo el territorio de la arquidiócesis de Malaca (hoy arquidiócesis de Singapur), que a su vez asumió el nombre de arquidiócesis de Malaca-Singapur, de la que la nueva diócesis se convirtió en sufragánea.
El 18 de diciembre de 1972 fue elevada al rango de arquidiócesis metropolitana con la bula Spe certa ducti del papa Pablo VI.
En 1983, el arzobispo Vendargon se retiró, por lo que fue nombrado en su lugar Anthony Soter Fernandez de Penang. Cuando este se retiró en 2003, fue sucedido por el arzobispo Murphy Pakiam siendo este obispo auxiliar de la arquidiócesis. El 3 de julio de 2014, el papa Francisco nombró al obispo Juliam Leow como el cuarto arzobispo de Kuala Lumpur, después de la resignación del arzobispo emérito Pakiam en diciembre de 2013.

## Estadísticas
De acuerdo al Anuario Pontificio 2020 la arquidiócesis tenía a fines de 2019 un total de 264 840 fieles bautizados.
| Año                                                                             | Población            | Población  | Población      | Sacerdotes | Sacerdotes    | Sacerdotes    | Bautizados por sacerdote | Diáconos permanentes | Religiosos | Religiosos | Parroquias |
| Año                                                                             | Bautizados católicos | Total      | % de católicos | Total      | Clero secular | Clero regular | Bautizados por sacerdote | Diáconos permanentes | Varones    | Mujeres    | Parroquias |
| ------------------------------------------------------------------------------- | -------------------- | ---------- | -------------- | ---------- | ------------- | ------------- | ------------------------ | -------------------- | ---------- | ---------- | ---------- |
| 1969                                                                            | 56 123               | 2 764 987  | 2.0            | 61         | 39            | 22            | 920                      | 1                    | 78         | 250        | 27         |
| 1980                                                                            | 59 850               | 3 394 000  | 1.8            | 77         | 49            | 28            | 777                      | 1                    | 68         | 149        | 34         |
| 1990                                                                            | 67 000               | 5 684 000  | 1.2            | 38         | 19            | 19            | 1763                     | 1                    | 55         | 148        | 34         |
| 1999                                                                            | 84 073               | 7 575 900  | 1.1            | 47         | 28            | 19            | 1788                     | 1                    | 55         | 62         | 34         |
| 2000                                                                            | 92 625               | 7 944 600  | 1.2            | 53         | 33            | 20            | 1747                     | 1                    | 23         | 62         | 34         |
| 2001                                                                            | 92 600               | 7 944 600  | 1.2            | 52         | 31            | 21            | 1780                     | 1                    | 21         | 108        | 30         |
| 2002                                                                            | 91 951               | 7 944 600  | 1.2            | 52         | 30            | 22            | 1768                     | 1                    | 22         | 132        | 30         |
| 2003                                                                            | 99 561               | 9 050 100  | 1.1            | 43         | 27            | 16            | 2315                     | 1                    | 35         | 117        | 30         |
| 2004                                                                            | 92 344               | 9 050 100  | 1.0            | 49         | 32            | 17            | 1884                     | 1                    | 35         | 120        | 31         |
| 2013                                                                            | 185 617              | 10 811 000 | 1.7            | 52         | 42            | 10            | 3569                     | 1                    | 27         | 102        | 35         |
| 2016                                                                            | 251 500              | 11 787 800 | 2.1            | 55         | 40            | 15            | 4572                     | 1                    | 31         | 116        | 36         |
| 2019                                                                            | 264 840              | 12 390 830 | 2.1            | 63         | 44            | 19            | 4203                     | 1                    | 35         | 109        | 35         |
| Fuente: Catholic-Hierarchy, que a su vez toma los datos del Anuario Pontificio. |                      |            |                |            |               |               |                          |                      |            |            |            |

## Episcopologio

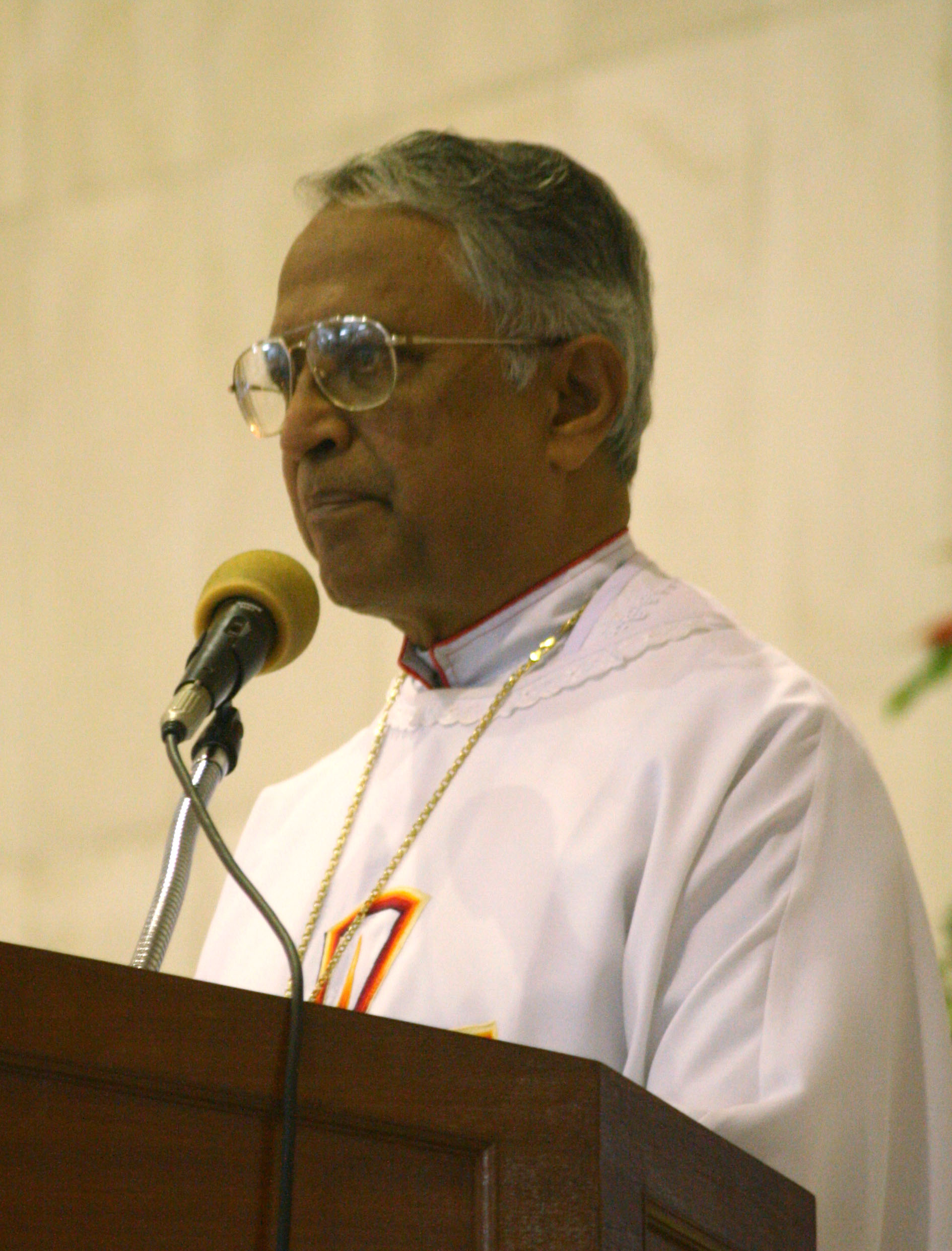
El arzobispo emérito Murphy Pakiam

- Dominic Vendargon † (25 de febrero de 1955-2 de julio de 1983 renunció)
- Anthony Soter Fernandez † (2 de julio de 1983-24 de mayo de 2003 renunció)
- Murphy Nicholas Xavier Pakiam (24 de mayo de 2003-13 de diciembre de 2013 retirado)
- Julian Leow Beng Kim, desde el 3 de julio de 2014